# Diplurodes recticommata
Diplurodes recticommata là một loài bướm đêm trong họ Geometridae.